# 타웅우

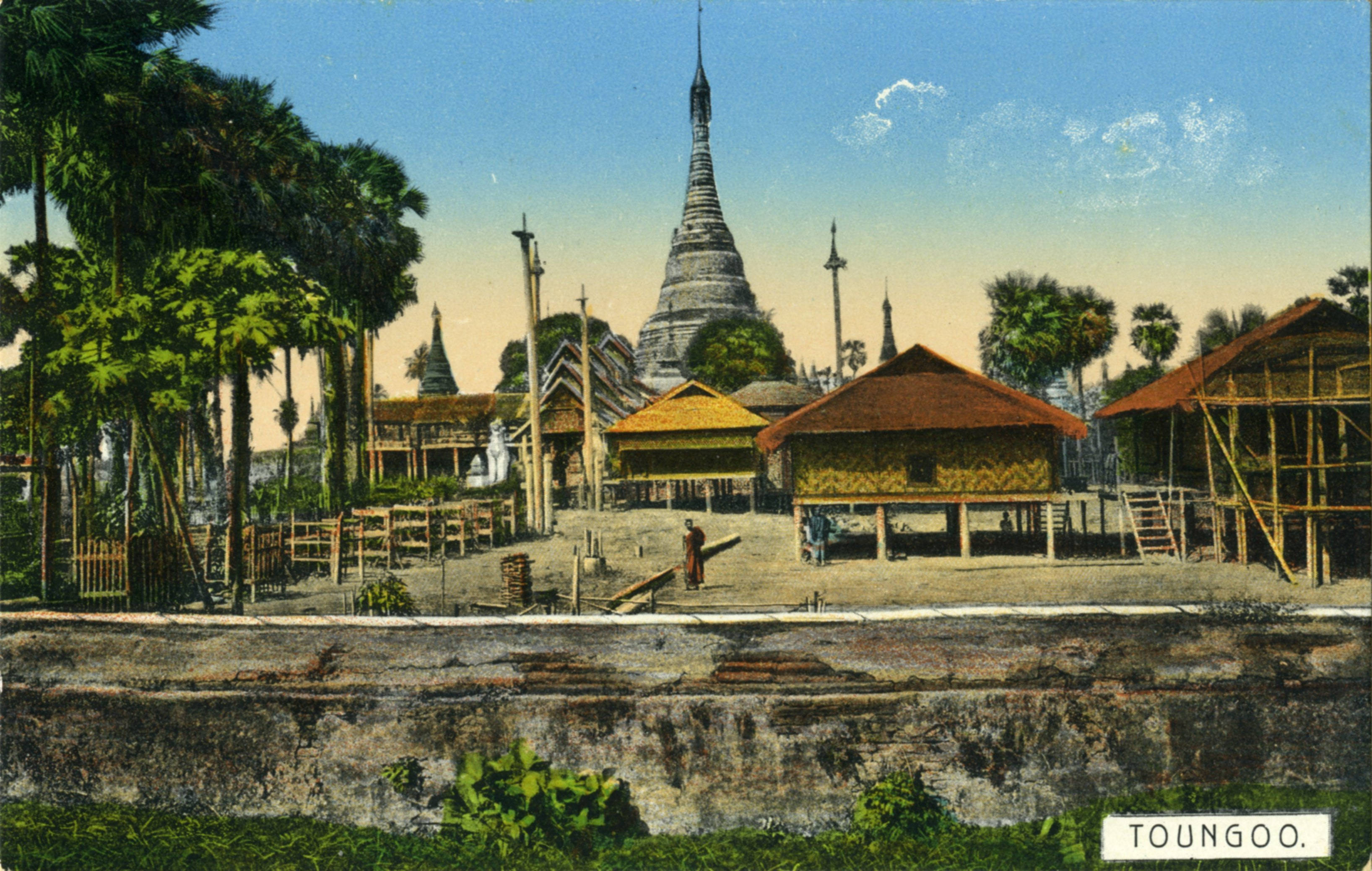
타웅우 (엽서그림)

타웅우(버마어: တောင်ငူမြို့, Taungoo), 따웅우 또는 퉁구(Toungoo)는 미얀마 바고 구의 도시로, 구의 북동쪽 끝에 위치하며 동서로 산지와 접하고 양곤에서 220km 떨어져있다. 주요 산업은 산에서 채취한 티크나무와 기타 활엽수를 이용한 임업이다.

## 역사
타웅우는 1280년에 바간 왕조가 힘을 잃어가던 때에 남쪽의 개척지로서 세워졌다. 1287년에 바간 왕국이 멸망한 후에 민사잉 왕국, 이후 핀야 왕국의 지배를 받았다. 1313년에 핀야의 우자나 왕은 타웅우에 통치자를 임명하였다. 14세기 말에 타웅우는 명목상 아바 왕국의 일부가 되었으나 아바 왕국과 한타와디 왕국이 서로 반목했기 때문에 상당한 자치권을 가지고 있었다. 1510년에 민진요 왕은 공식적으로 아바로부터 독립해 타웅우 왕조를 세웠다.
민진요의 후계자인 타빈슈웨티와 바인나웅은 타웅우를 동남아시아에서 가장 큰 제국으로 만들었다. 타웅우는 타웅우 왕조의 수도였으나 타빈슈웨티는 1539년에 수도를 페구(바고)로 옮겼다. 도시는 1599년에 잠시 반란군의 수도가 되기도 했다. 1599년에 타웅우의 군대는 포르투갈 용병의 도움을 받은 아라칸족의 군대와 함께 페구를 약탈했다. 도시는 10년간 독립 상태를 유지했으나 1610년에 아나욱펫룬 왕은 타웅우를 점령하였다.
남아있는 눈에 띄는 역사적인 유물은 별로 없지만, 왕조 시대에 세워진 성벽이 남쪽 벽의 일부를 제외하고 남아있다. 9.6m의 해자는 현재는 말라있으나 동쪽 부분은 여전히 잘 보존되어 있다.
1940년에 영국 공군은 도시 북쪽에 비행장을 세웠고 1941년 8월부터 1942년 2월까지 미국 자원병의 훈련과 지원 기지 역할을 했다.

## 주민
타웅우의 인구는 121,000명으로 추정된다. 1983년에 미얀마에서 가장 마지막으로 수행된 공식적인 인구 조사에서의 인구는 66,000명이었다. 버마족이 인구의 대다수를 차지만 도시 동부에는 상당 수의 카렌족도 살고 있다. 중국인, 인도인 샨족, 카야족이 나머지를 차지한다. 주민의 대다수는 상좌부 불교신자이고 크리스트교가 뒤를 잇는다. 타웅우에는 많은 카렌족 크리스트교도들이 살고 있다.

## 교통
- 미얀마 철도 - 타웅우 역
- 타웅우 공항

## 교육
- 타웅우 대학교
- 타웅우 교육대학
- 타웅우 컴퓨터대학
- 타웅우 기술대학

## 기후
| Taungoo의 기후           | Taungoo의 기후 | Taungoo의 기후 | Taungoo의 기후 | Taungoo의 기후 | Taungoo의 기후 | Taungoo의 기후 | Taungoo의 기후 | Taungoo의 기후 | Taungoo의 기후 | Taungoo의 기후 | Taungoo의 기후 | Taungoo의 기후 | Taungoo의 기후 |
| 월                       | 1월            | 2월            | 3월            | 4월            | 5월            | 6월            | 7월            | 8월            | 9월            | 10월           | 11월           | 12월           | 연간           |
| ------------------------ | -------------- | -------------- | -------------- | -------------- | -------------- | -------------- | -------------- | -------------- | -------------- | -------------- | -------------- | -------------- | -------------- |
| 일평균 최고 기온 °C (°F) | 30.7 (87.3)    | 34.0 (93.2)    | 36.6 (97.9)    | 37.9 (100.2)   | 35.2 (95.4)    | 31.2 (88.2)    | 30.1 (86.2)    | 30.0 (86.0)    | 31.6 (88.9)    | 32.4 (90.3)    | 31.8 (89.2)    | 30.2 (86.4)    | 32.6 (90.8)    |
| 일평균 최저 기온 °C (°F) | 14.9 (58.8)    | 16.1 (61.0)    | 20.3 (68.5)    | 24.1 (75.4)    | 24.6 (76.3)    | 23.7 (74.7)    | 23.6 (74.5)    | 23.4 (74.1)    | 23.6 (74.5)    | 23.0 (73.4)    | 20.4 (68.7)    | 16.4 (61.5)    | 21.2 (70.1)    |
| 평균 강수량 mm (인치)    | 7 (0.3)        | 1 (0.0)        | 4 (0.2)        | 430 (16.9)     | 193 (7.6)      | 376 (14.8)     | 419 (16.5)     | 449 (17.7)     | 277 (10.9)     | 157 (6.2)      | 44 (1.7)       | 13 (0.5)       | 2,370 (93.3)   |
| 출처: HKO (1961–1990)    |                |                |                |                |                |                |                |                |                |                |                |                |                |